# An Post-Sean Kelly/2011
Deze pagina geeft een overzicht van de An Post-Sean Kelly wielerploeg in 2011.

## Renners
| Naam               | Geboortedatum | Nationaliteit       | Ploeg 2010      |
| ------------------ | ------------- | ------------------- | --------------- |
| Gediminas Bagdonas | 26-12-1985    | Litouwen            | PWC Aliplast    |
| Sam Bennett        | 16-10-1990    | Ierland             | Neo             |
| Bjorn Brems        | 12-02-1986    | België              |                 |
| Mark Cassidy       | 23-03-1985    | Ierland             |                 |
| Kevin Claeys       | 26-03-1988    | België              | Neo             |
| Maxim Debusschere  | 10-06-1986    | België              | Sunweb-Pro job  |
| Darijus Džervus    | 20-07-1990    | Litouwen            | Neo             |
| Niko Eeckhout      | 16-12-1970    | België              |                 |
| Andrew Fenn        | 01-07-1990    | Verenigd Koninkrijk | Neo             |
| Pieter Ghyllebert  | 13-06-1982    | België              |                 |
| Kess Heytens       | 19-08-1986    | België              | ?               |
| Dries Hollanders   | 31-07-1996    | België              | Saeco MTB       |
| Philip Lavery      | 17-08-1990    | Ierland             | Neo             |
| Connor McConvey    | 20-07-1988    | Ierland             |                 |
| Ronan McLaughlin   | 11-03-1987    | Ierland             |                 |
| Mark McNally       | 23-05-1985    | Verenigd Koninkrijk |                 |
| Kenny Terweduwe    | 14-02-1988    | België              | Jong Vlaanderen |

### Overwinningen
| Niko Eeckhout - 2e etappe Driedaagse van West-Vlaanderen - Vilvoorde - Houthalen-helchteren - stadsprijs Sint - Niklaas - Stekene - Oostrozebeke - Zwevezele Koers - Trofee Maarten Wynants Gediminas Bagdonas - Meer-Hoogstraten - Verrebroeck-Beveren - 2e etappe Rás Tailteann - 4e etappe Rás Tailteann - Eindklassement Rás Tailteann - 2e etappe Ronde de l'Oise - Eindklassement Ronde de l'Oise - Litouws kampioen tijdrijden, Elite - Dentergem - proloog Baltic Chain Tour - 1e etappe Baltic Chain Tour - 7e rit Ronde van Groot-Brittannië Andrew Fenn - 7de etappe Ronde van Bretagne - Memorial Van Coningsloo | Dries Hollanders - Brustem - Houthalen-Helchteren Kevin Claeys - Reningsgelst Kess Heytens - Geluwe Sam Bennett - Geel Connor McConvey - Eindklassement Suir Valley Darijus Džervus - Kemzeke Mark McNally - Eindklassement Mi-Août en Bretagne |

2006 · 2007 · 2008 · 2009 · 2010 · 2011 · 2012 · 2013 · 2014